# 영희전
영희전(永禧殿)은 조선 시대에, 태조ㆍ세조ㆍ원종ㆍ숙종ㆍ영조ㆍ순조의 영정을 모셨던 전각이다. 1619년(광해군 11)에 설치했던 남별전(南別殿)을 1690년(숙종 16)에 고친 것이다.

## 위치
영희전, 즉 남별전은 조선시대 행정구역 기준으로 남부(南部) 훈도방(勳陶坊)에 있었다. 현재 지도에서 명동성당 동쪽에 있었다. 도로명 주소로는 중구 수표로 27 지역이다.